# Ledlenser
レッドレンザー有限合資会社（Ledlenser GmbH & Co. KG）は、ドイツのゾーリンゲン、ノルトライン＝ヴェストファーレン州を拠点とするLEDライト製品（特にヘッドランプ、懐中電灯）とモバイルエネルギー製品メーカーである。
2019年現在、ドイツ本社に約115人、中国の生産工場に約800人の従業員を抱えているほか、世界の主要国に自社の拠点を構えている。ドイツ本社では、製品開発や販売を行っている。
日本では2015年に東京都墨田区に現地法人のレッドレンザージャパン株式会社を設立し、日本国内での販売事業を展開している。

## 企業の沿革
1993年に、双子のオポルカ兄弟ライナーとハラルド（Rainer Opolka・Harald Opolka）は、ドイツベルリン南西部のベーリッツにStahlwarenkontor GmbH商社を設立し、ナイフ、はさみ、鋼製品などの販売を開始。 1997年、同社はZweibrüderStahlwarenkontor GmbHという名前でゾーリンゲンに移転し、現在も本社拠点として使用されている。 同社の建物は、2002年に改装された元ガラス工場のMathildenhüttである。 2002年に会社の名前はZweibrüderOptoelectronics GmbHに変更。
2000年、オポルカ兄弟は5mm日亜LEDを組み込んだ新製品を開発した。2000年後半に発売されたPhoton Pump V8と名付けられた新製品は、リムに穴があしららわれた印象的なデザインが特徴で、そのデザインは現在まで同社製品に引き継がれている。V8は、現在までに世界80カ国で約1200万本販売の実績を出している。

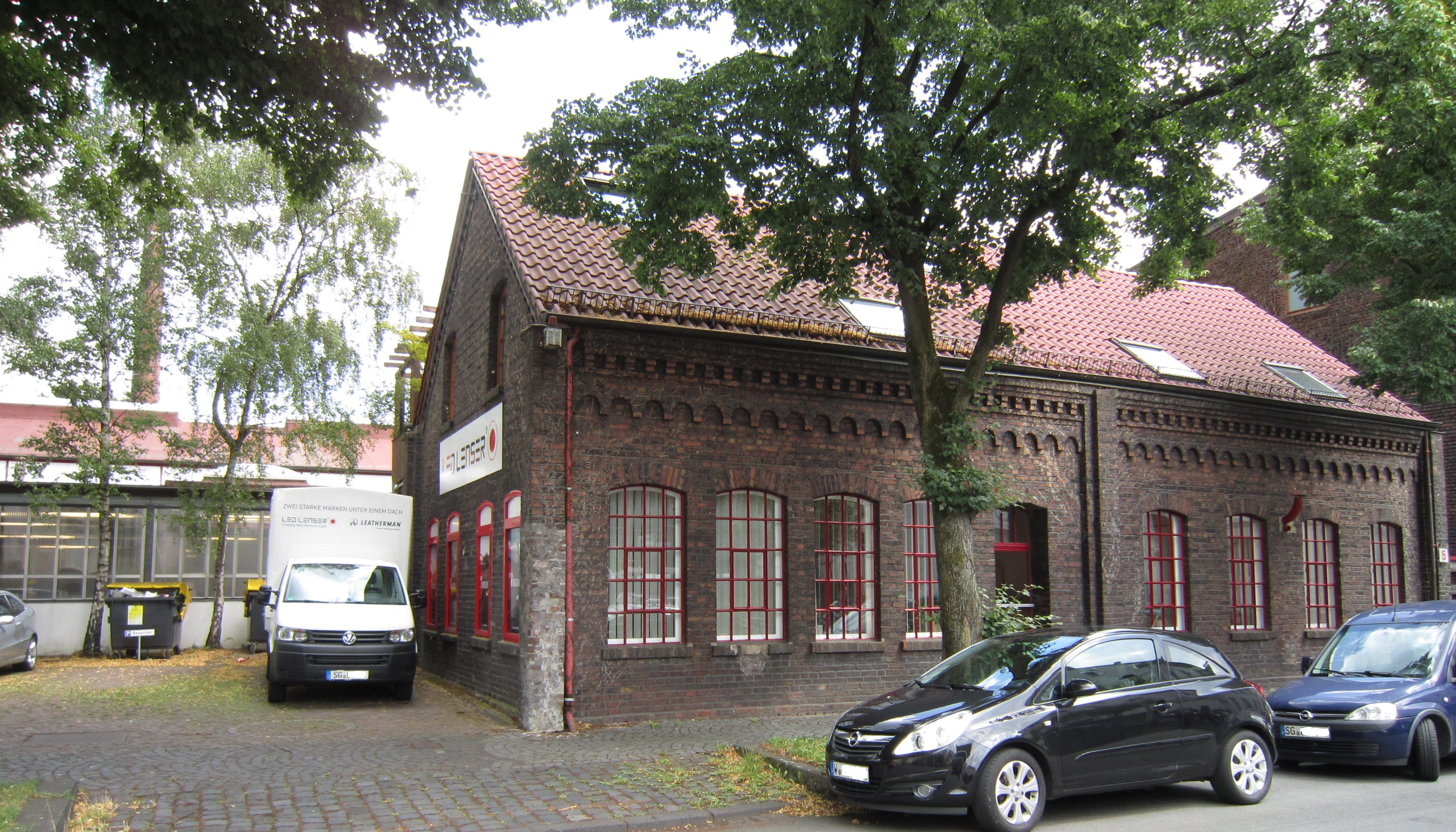
ドイツのゾーリンゲン、ノルトライン＝ヴェストファーレン州を拠点とする本社

レッドレンザーシリーズの製品は、2001年からレッド・ドット・デザイン賞、Design Plus、グッドデザイン賞、iFデザイン賞など、数々の国際的なデザイン賞を受賞している 。一部の製品（V8やCar Lenser Rechargeable）については、複数の賞を受賞している。さらに、2016年に「業界の卓越性ブランディング」のカテゴリでドイツブランド賞を受賞した。レッドレンザーは、革新、統一感を持つブランド管理、持続可能なブランドコミュニケーションの面で著名な審査員に評価された。

レッドレンザーは、フラッシュライトに搭載する高度なフォーカス機能"Advanced Focus System"を開発した（米国・ヨーロッパで特許取得済み）。このシステムはレンズとリフレクターの組み合わせにより、あらゆる焦点の高品質なライトコーン（光の円錐）を創り出す。さらに、スライド方式により片手での操作を可能にした"Rapid Focus"も、レッドレンザーの革新技術として評価されている。 オポルカ兄弟は、100件以上の特許とデザインパテントで、独自の開発と製品を保護している 。
2011年1月、米国オレゴン州ポートランドのレザーマンツールグループが、Zweibrüder Optoelectronics GmbHの過半数の株式を買収し、同時に会社名をZweibrüder Optoelectronics GmbH＆Co. KGに変更した。これ以降、Zweibrüderはドイツでのレザーマンマルチツールの輸入と販売も担当した。2017年12月21日以降、会社名はLedlenser GmbH＆Co. KGに変更した 。
その後、2018年12月6日に同社は、レザーマン・ツール・グループ（英語：Leatherman Tool Group Inc.）によって複数の株主、特に過半数の株式を保有するAFINUM Achte Beteiligungsgesellschaft mbH＆Co. KGに買収された。また、INVISIONとレッドレンザー運営側も他の株式を所有する 。
現在、レッドレンザーは、イタリア（Ledlenser Italia S.r.l.）、スイス（Ledlenser Swiss GmbH）、日本（Ledlenser Japan、Inc.）、および米国（Ledlenser、Inc.）に独自の支店を持っている。

生産は100％子会社、江東省の中国南海岸に拠点とするLedlenser Corporation Ltd.が行っている。

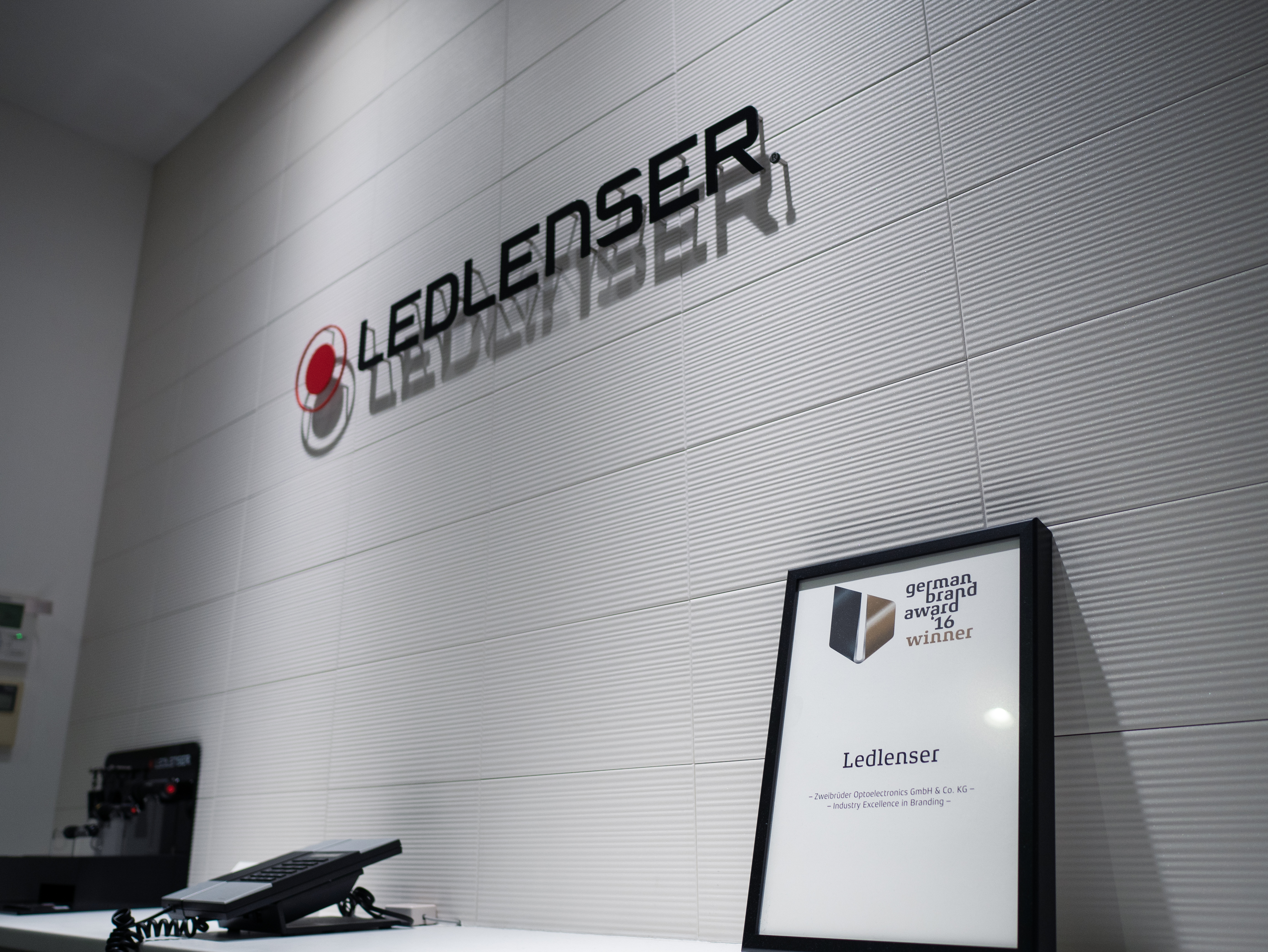
レッドレンザージャパン

日本では2015年に東京都墨田区に現地法人のレッドレンザージャパン株式会社（Ledlenser Japan, Inc.）を設立し、日本国内での販売事業を展開している。従業員数16名（2020年現在）、東京・大阪に物流倉庫を構えている。また、レッドレンザージャパンは100%子会社として、ドイツ本社と緊密な連携を取りながら、アジアマーケットにおけるマーケティングハブとしての機能も期待されている。

## 製品
レッドレンザーの製品ラインナップには、懐中電灯、ヘッドランプ、キーライト、リビングルームライトに加えて、消防隊、救急隊、警察、特殊部隊のニーズに合わせた防爆型特殊ランプ、ダイビングランプなどの製品も含まれている。

### 懐中電灯

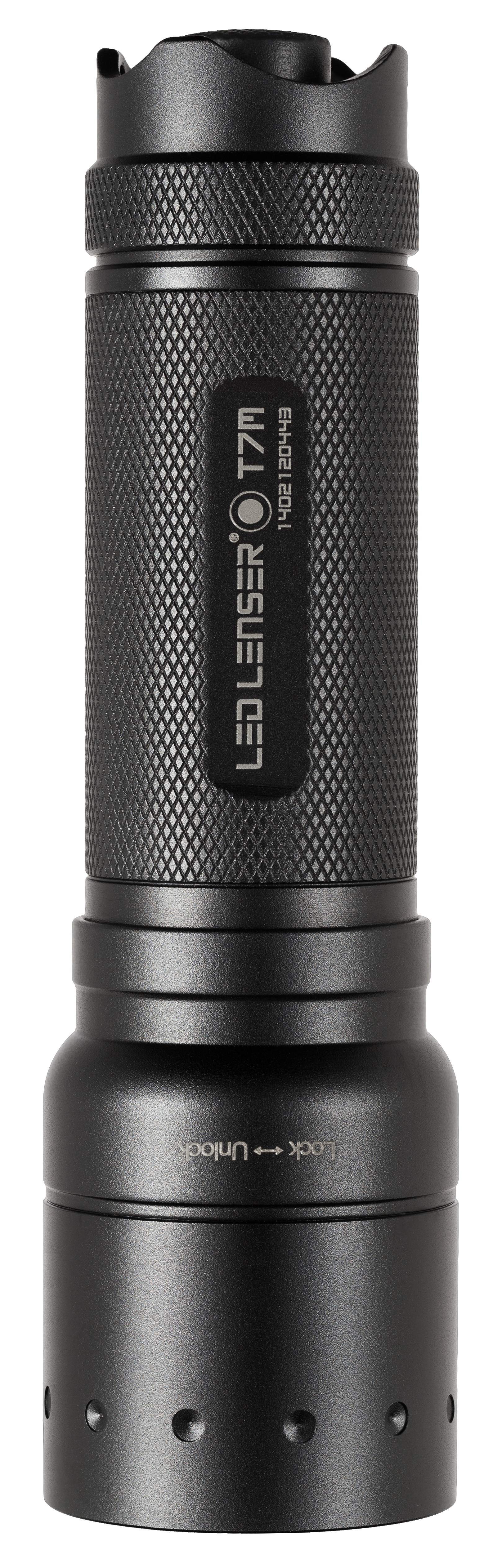
懐中電灯Ledlenser T7M

レッドレンザーは、様々なサイズの多用途向けの懐中電灯を開発。
懐中電灯はシリーズにより、デザイン、ルーメン、搭載されるテクノロジーが異なる。例えば、 Pシリーズは、特別な出力コントロールを持たないのに対し、Mシリーズにはマイクロコントローラーが装備されている。 MシリーズのM7、MT7、M7RおよびM14は、マイクロコントローラーにより出力を制御することができる。 Pシリーズとは異なり、Mシリーズでは出力タイプを選択し、バッテリーの消費時間をカスタマイズすることができる。
レッドレンザーは、懐中電灯の使用時間に対して独自の測定方法を採用しており、省エネ機能を持つモデルの点灯時間を示し、省エネモデルの明るさが1ルーメンに落ちるまでの時間を測定している。 省エネ機能のないモデル（P3、P4、P5など）は、ライトの最大輝度が1ルーメンまで低下するまでの時間が測定される。
一部のモデルには、革新的なフローティングチャージシステム（Floating Charge System）も搭載されている。 このシステムでは、充電プラグの接続作業なしで、懐中電灯本体のテール部にあるメタルスイッチとマグネットを内蔵したチャージャーの端子を磁力で接触させることにより充電を行う。 このテクノロジーにより、懐中電灯は常に充電されており、すぐに使用できる状態になる。

### ヘッドランプ

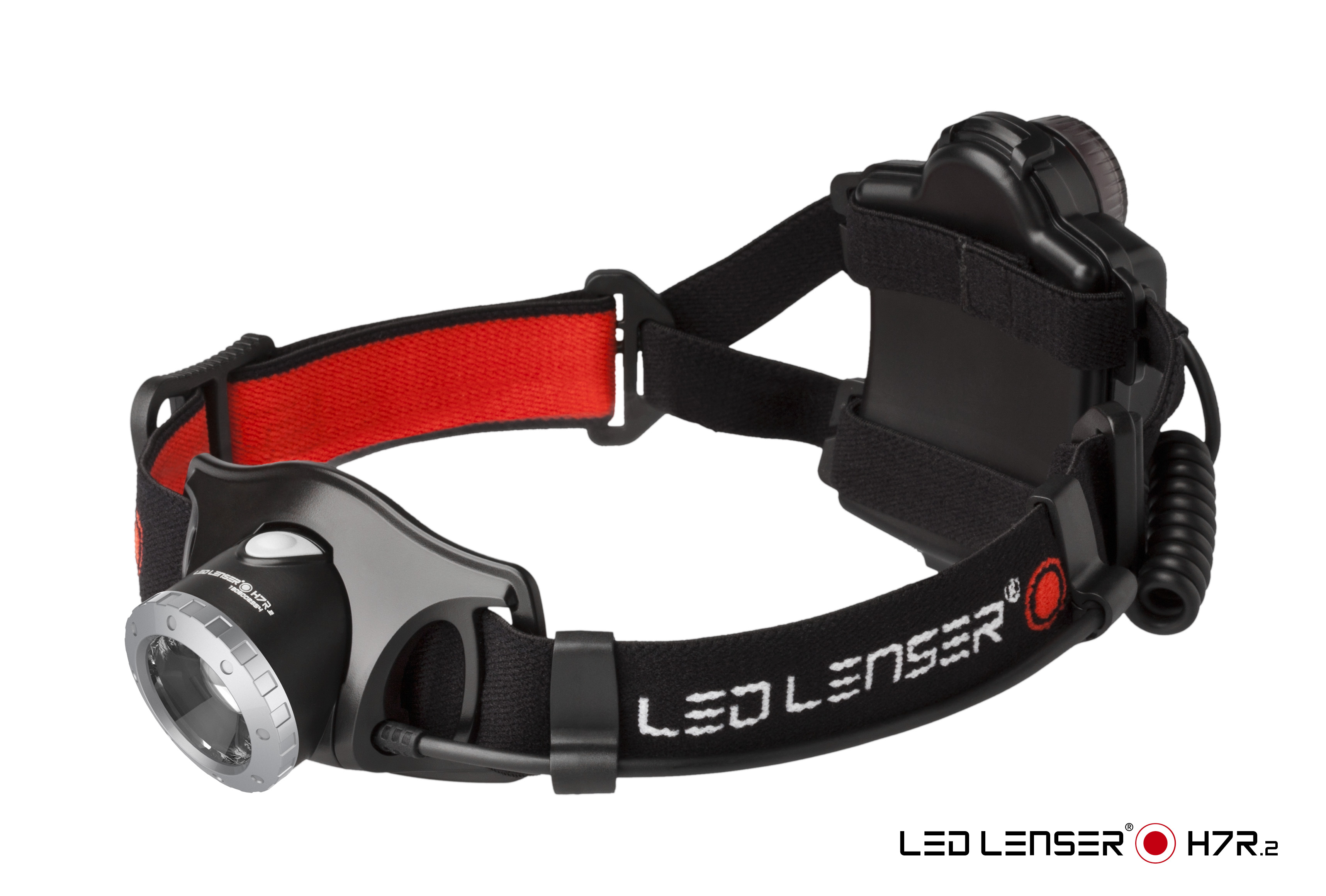
LedlenserヘッドランプH7R.2

レッドレンザーは、スポーツ、アウトドア、プロ用のヘッドランプも開発している。 NEO、XEO 19R、SEO、Hシリーズのヘッドランプなど、個別のニーズを踏まえたソリューションを提案する。 ヘッドランプは、異なるルーメンと稼働時間を備えている。

## スポンサーリンク
レッドレンザーはスポーツやレース活動を通じて、世界中で積極的な宣伝活動を行っている。